# Styles Strait
Die Styles Strait ist eine 25 km lange und zwischen 10 und 15 km breite Meerenge vor der Küste des ostantarktischen Enderbylands. Sie trennt White Island von der  Sakellari-Halbinsel.
Luftaufnahmen der Australian National Antarctic Research Expeditions (ANARE) vom November 1956 dienten ihrer Kartierung. Eine vom australischen Regierungsbeamten Donald Franklin Styles (1916–1995), stellvertretender Direktor der Australian Antarctic Division und Namensgeber der Meerenge, geführte ANARE-Mannschaft besuchte sie jeweils im Februar der Jahre 1960 und 1961.